# Giuseppe Guarino (cardinale)
Giuseppe Guarino (Montedoro, 6 marzo 1827 – Messina, 21 settembre 1897) è stato un cardinale e arcivescovo cattolico italiano, 104º arcivescovo di Messina e, a seguito del conferimento del titolo di archimandrita del SS. Salvatore all'arcivescovo pro-tempore di Messina, fu anche il primo arcivescovo di Messina e archimandrita del SS. Salvatore.

## Biografia

### La nascita e gli studi
Giuseppe Guarino nacque dal notaio don Michele e da donna Angela Papia la mattina del 6 marzo 1827 in Montedoro, al tempo diocesi di Agrigento. Lo stesso giorno ricevette il battesimo, con il nome di Giuseppe Giovanni Guarino, amministrato dallo zio Pietro Guarino, parroco di Montedoro.
Nell'estate del 1838, col permesso della Curia vescovile di Agrigento, indossò l'abito ecclesiastico. Il 21 dicembre 1838 ricevette la tonsura e l'ostiariato da Ignazio Montemagno, vescovo di Agrigento, nella cappella del palazzo vescovile. Nel 1839 Giuseppe Guarino fece il suo ingresso nel seminario di Agrigento, ove fu ammesso con decreto del vicario capitolare. Nel 1846 Guarino iniziò a frequentare gli insegnamenti di teologia ed ebbe modo di seguire anche gli insegnamenti di diritto, canonico e civile, che successivamente avrà modo di approfondire nel corso del quinquennio collegiale. Trascorse gli anni del seminario come studente eccellente, senza mai ricevere censure, nonostante la rigidità della disciplina. Fu viceprefetto di camerata, prefetto degli studenti di teologia ed esaminatore degli studenti ammessi al suddiaconato. Durante gli anni di studio di filosofia ricevette gli ordini minori da mons. Lo Jacono vescovo di Agrigento, evitando di recarsi nella nuova diocesi di Caltanissetta, eretta dal Sommo Pontefice scorporando parte del territorio della diocesi di Agrigento (tra cui anche il comune di Montedoro). Nel 1848 iniziò la quaestio publice disputata in teologia, ma i moti rivoluzionari interruppero le disputazioni e il seminario venne sciolto. Il 23 settembre 1848 fu incardinato definitivamente nell'ordine, ricevendo l'ordinazione suddiaconale da mons. Stromillo vescovo di Caltanissetta, mettendosi al riparo da una eventuale leva forzata causata dai moti rivoluzionari. Compiuti i 22 anni, gli venne conferito il diaconato nell'ordinazione di Sitientes del 1849 dal vescovo di Caltanissetta mons. Stromillo. In quegli anni conobbe il priore benedettino Giuseppe Benedetto Dusmet, con cui instaurò una profonda amicizia spirituale che durò tutta la vita. Con dispensa papale, concessa da Pio IX su richiesta del vescovo di Caltanissetta, fu ordinato sacerdote con 18 mesi di anticipo, il 22 settembre 1849 dal vescovo di Caltanissetta.
Nel 1850 fu ammesso al Collegio dei santi Agostino e Tommaso, in Agrigento, al fine di perfezionare la formazione in morale e diritto, e qui completò il corso di studi articolato in un sessennio.

### I primi incarichi
Nel 1855 l'arcivescovo di Palermo mons. Planeta, giudice del Tribunale di Monarchia e Apostolica Legazia, su segnalazione del rettore del seminario di Agrigento mons. Giuseppe Oddo, chiamò Guarino a Palermo nominandolo segretario del Tribunale di Monarchia e Apostolica Legazia. Il 4 aprile 1857 venne nominato beneficiale e concorrendo ad un canonicato vacante, riservato ai beneficiali, ottenne il canonicato e prese possesso dello scanno il 6 agosto 1857.
Nell'ottobre 1859, a sua insaputa, fu nominato con regio decreto Ufficiale capo del II carico degli Affari Ecclesiastici del Real Ministero e Segreteria di Stato, lasciò così l'Apostolica Legazia. Anche in questo nuovo ufficio il can. Guarino seppe farsi apprezzare e stimare da tutti, tanto che quando alla Real Casa di Borbone si sostituirono i Savoia, egli non fu allontanato dal Dicastero e continuò a difendere i diritti della Chiesa e, soprattutto, ad agire in difesa dei deboli e dei sofferenti.
Tra il 1861 e il 1871 fu titolare della cattedra di diritto canonico presso la Regia Università di Palermo.

### Arcivescovo di Siracusa
Nel 1868 l'arcidiocesi di Siracusa rimase vacante per la morte di mons. Angelo Robino; la sede vacante si protrasse anche per i tentativi del governo liberale di intervenire nella nomina dei vescovi, che era soggetta all'exequatur e alla pretesa di subentrare nel regio patronato ai precedenti monarchi, ossia di godere del diritto di presentazione dei vescovi. Dopo la frattura tra Chiesa e Stato con la presa di Porta Pia del 20 settembre 1870, la Santa Sede rifiutò di concordare le nomine dei vescovi e tra il 1871 e il 1872 procedette a nomine unilaterali per le diocesi siciliane, scegliendo per Siracusa Giuseppe Guarino, che risultò inviso al governo. La Procura Generale del Re di Palermo trasmise al ministro Guardasigilli la seguente nota: «Il Sacerdote Guarino versato nelle discipline canoniche e nella filosofia morale, è in fama di onesto e gode la stima del clero, che ha ben visto la promozione di lui alla dignità vescovile. Come prete mal vede l'ordine di cose stabilito in Italia dal 60 in qua; e sebbene riserbato non nasconde il desiderio che ha di vederlo distrutto. Per la qual cosa fu tenuto sempre d'occhio dall'Autorità politica, che qualche volta lo ha indiziato come complice di cospirazione contro il Governo, il che per altro non si è potuto mai giudiziariamente stabilire».
L'annuncio ufficiale fu dato il 3 dicembre 1871 all'arcivescovo di Palermo, da un prelato della Curia Pontificia. Mons. Guarino, apprese la notizia con particolare trepidazione, ritenendosi inadeguato al nuovo incarico, tentò di sottrarsi all'elezione, scrivendo di proprio pugno al Pontefice Pio IX, ma non vi riuscì.
Venne consacrato nell'ordine episcopale il 17 marzo 1872 dall'arcivescovo di Palermo mons. Michelangelo Celesia (vescovi ordinanti mons. Ruggero Blundo vescovo di Cefalù, mons. Cirino vescovo di Derby). Il 21 marzo 1872 si insediò nell'arcidiocesi di Siracusa per procura al Ciantro del Capitolo della Cattedrale don Gaetano Bonanno, vicario capitolare, il quale si immise nel canonico possesso per "acceptationem mitrae archiepiscopalis in capite". Il nuovo arcivescovo arrivò in Siracusa il 17 aprile 1872, in treno.
Non ricevette mai l'exequatur, ma ebbe invece l'ingiunzione di lasciare il palazzo arcivescovile, da cui fu sfrattato con l'uso della forza, ma anche l'allontanamento coatto dalla diocesi e l'affidamento della diocesi a un vicario capitolare.

### Arcivescovo di Messina e Archimandrita del SS. Salvatore
Nel giugno del 1875 mons. Guarino apprese di esser stato designato alla successione di Luigi Natoli nella cattedra arcivescovile di Messina. Con bolla pontificia del 2 luglio 1875, Giuseppe Guarino venne nominato arcivescovo metropolita di Messina. Il 27 luglio prese canonico possesso dell'arcidiocesi per procura e il 3 agosto si insediò, giungendo in treno a Messina, salutato da una moltitudine festante. Venne accolto alla porta della cattedrale di Messina dal capitolo dei canonici e dal clero dell'arcidiocesi. Non essendo munito del regio exequatur non poté entrare in episcopio e soggiornò in seminario. Anche alla cancelleria e all'archivio diocesano furono posti i sigilli dall'autorità civile, che considerava la sede vacante.
L'opportunità di richiedere l'exequatur fu vagliata attentamente assieme alla Santa Sede, in particolare con li cardinale Antonio Maria Panebianco. Da un punto di vista di principio la Santa Sede non riconosceva il diritto di exequatur al governo e tanto meno la pretesa di patronato regio sulle diocesi della Sicilia. Di conseguenza i vescovi siciliani, impossibilitati a prendere possesso dei beni della mensa vescovile, non avrebbero potuto presentare al governo le bolle di nomina per ottenere l'exequatur. Dall'altro lato le necessità pastorali, in particolare le nomine dei parroci e la sospensione di alcuni sacerdoti indegni che amministravano beni ecclesiastici derivanti dalla spoliazione di ordini religioni soppressi, rendevano urgente che i provvedimenti del vescovo trovassero attuazione e che i sacerdoti interessati non potessero resistervi con il sostegno dell'autorità civile. Nel dicembre del 1876 mons. Guarino fu autorizzato dalla Santa Sede a richiedere l'exequatur, anche per sondare quale sarebbe stata la risposta del governo. La risposta del governo fu negativa, perché l'arcidiocesi di Messina era considerata di patronato regio, pertanto difettava la presentazione del re alla Santa Sede.
Una seconda richiesta di exequatur fu presentata e accolta il 27 luglio 1879. Nella richiesta mons. Guarino scriveva: «Oggi presenta le Bolle Pontificie, pregando l’Eccellenza Vostra di munirle del Regio Exequatur per gli effetti della temporalità. E poiché il sottoscritto conosce che dal Real Governo si ritiene questa sede di Regio Patronato, prega eziandio l'Eccellenza Vostra a prendere quei provvedimenti che lo mettano in grado, senza ulteriori ritardi e ostacoli, di potere esercitare il suo pastorale Ministero pel maggior bene delle anime», una formula in cui il regio patronato era nominato, senza che l'arcivescovo ne dovesse riconoscere la legittimità.
Da parte del governo la risposta positiva fu concessa, in apprezzamento della prudenza e della moderata intransigenza dell'arcivescovo, ma anche riconoscendo che aveva preso parte alle solenni esequie di Vittorio Emanuele II svoltesi in cattedrale e aveva acconsentito che un sacerdote leggesse un elogio funebre.
L'arcivescovo, difendeva strenuamente la libertà della Chiesa, senza accettare ingerenze, fondate su pretesi diritti ormai anacronistici, accampati da un governo che lavorava a laicizzare la società, lasciando campo libero alla massoneria. Era guidato dalla fedeltà e dalla devozione verso il papa; dall'aderenza al modello del vescovo tridentino, ma anche dall'impegno generoso per la diocesi, per il clero e per la sua formazione culturale e spirituale, per l'attenzione pastorale ai fedeli e per la loro preparazione dottrinale; per la promozione delle opere di carità.
Il 10 aprile 1883 venne nominato Administrator, ad nutum Apostolicae Sedis della prelatura di Santa Lucia del Mela.
Il 31 agosto 1883 con breve apostolico "Ex debito apostolicae servitutis" papa Leone XIII nominò l'arcivescovo di Messina Giuseppe Guarino archimandrita del SS. Salvatore, diocesi contigua a quella di Messina, rimasta da moltissimi anni vacante e retta dal vicario capitolare Agliati. L'Archimandritato del Santissimo Salvatore rimase integro nei suoi privilegi e nella sua giurisdizione (ad eccezione della parrocchia di Sant'Angelo di Brolo, che fu annessa alla diocesi di Patti), mantenne la sua Cattedrale e fu annesso aeque principaliter all'arcidiocesi di Messina: l'unione avvenne in persona episcopi e mons. Guarino resse le due diocesi che rimasero distinte, senza che l'una assorbisse l'altra. Il 6 agosto 1884 Giuseppe Guarino prese canonico possesso dell'archimandridato del SS. Salvatore.

### Gli interventi nelle nomine vescovili
Se nella serie di nomine di vescovi siciliani del 1871-1872 aveva avuto una grande influenza l'arcivescovo di Catania Giuseppe Benedetto Dusmet, dal 1879 al 1895 fu Guarino a svolgere un ruolo preponderante, prioritario anche rispetto a Michelangelo Celesia, arcivescovo di Palermo e cardinale. Tuttavia questi tre prelati erano spesso in accordo fra loro e soprattutto con Dusmet vi era una lunga amicizia, segnata da una piena sintonia negli indirizzi pastorali e nelle valutazioni sociale-culturali.
Guarino inviava informazioni dettagliate alla Commissione super eligendis, istituita da papa Leone XIII per la nomina dei vescovi italiani nel 1879, sia per confermare e avallare le notizie favorevoli sui candidati, sia per bocciare chi ritenesse poco adatto a una certa sede vescovile, ad esempio perché alcune città come Palermo e Catania non avrebbero accettato volentieri di avere un vescovo che non fosse nobile, oppure chi ritenesse del tutto indegno. Forte di una profonda conoscenza delle diverse diocesi siciliane e del suo clero, fu in grado di ragguagliare la Santa Sede in un gran numero di casi.
Intervenne nelle nomine di Giovanni Battista Bongiorno a vescovo di Caltagirone, di Mariano Palermo a vescovo di Lipari, di Bernardo Cozzucli a vescovo di Nicosia, del redentorista Antonio Maria Saeli a vescovo di Mazara del Vallo, di Gaetano Blandini a vescovo di Girgenti, di Gaetano d'Alessandro a vescovo di Cefalù, di Domenico Gaspare Lancia di Brolo ad arcivescovo di Monreale, di Saverio Gerbino a vescovo di Caltagirone, di Giovanni Previtera a vescovo di Patti, di Giuseppe Francica-Nava de Bondifè, prima a vescovo ausiliare di Caltanissetta e poi ad arcivescovo di Catania, nomina che fu molto travagliata, di Antonino Caff a vescovo ausiliare di Catania e del suo ausiliare a Messina Guglielmo Stagno d'Alcontres.

### Cardinale di Santa Romana Chiesa
Il 14 dicembre 1892 il vicario generale di Messina mons. Basile, annunziò all'arcidiocesi e all'archimandritato che papa Leone XIII avrebbe elevato alla porpora cardinalizia l'arcivescovo Giuseppe Guarino.
In particolare si era messo in luce per i servizi prestati per la nomina dei vescovi siciliani, ma anche per il suo ruolo attivo e obbediente, prudente e inflessibile nell'intricata questione del regio patronato e dell'exequatur; per le sue consulenze competenti ed equilibrate fornite per i problemi di altre diocesi; per l'amicizia e la stima dei cardinali Michelangelo Celesia, Dusmet e Panebianco. Lo stesso Guarino scrive a Dusmet le parole che il papa gli aveva rivolto in occasione della creazione cardinalizia: «Monsignor Guarino, ho già pensato di metterla nel Sacro Collegio. Aveva io bisogno
di due Cardinali Italiani, e col pensiero girai tutta l’Italia: Torino no, Vercelli no, Milano no, etc. (nominando collo stesso intercalare tutte le altre principali città), Venezia no, per le difficoltà sul patronato, non potendo io cedere a certe pretese, Bologna c’è, ma mandai già un Cardinale. Allora non trovandone in Italia, passai in Sicilia, dove vidi Monsignor Guarino, e mi rammentai allora del Cardinal Panebianco, il quale tanto bene mi diceva di lei; e poiché anch’io ho sempre avuto bella opinione di lei, dissi fra me: fermiamoci qui; ma bisogna maturarla. Maturava, maturava, ma il mio pensiero viepiù si fermava in lei. Allora pregai il Signore e mi posi nelle sue braccia, chiedendo lumi sul da fare, e maggiormente il mio pensiero era fisso a lei. Se ne parlò, intesi i pareri, ma io ebbi come una spinta e dissi: fate questo, si scriva a Guarino. La di lei nomina adunque è stata per una ispirazione
mia, tutta mia, esclusivamente mia, è Dio che l’ha voluta. Stia tranquillo. Bisognava dare alla Sicilia una scossa di fede, tre Cardinali resisteranno bene alla Massoneria. Ce n’è Massoni in Messina?».
Il 16 gennaio 1893 si celebrò il concistoro segreto, nel quale furono creati 14 nuovi cardinali, tra cui Giuseppe Guarino. Il Concistoro semipubblico fu tenuto il 18 gennaio 1893 e il cardinal Guarino ricevette la berretta rossa e la mozzetta da papa Leone XIII. Il 19 gennaio 1893, nel Concistoro pubblico, il cardinale Guarino ricevette l'imposizione del galero e l'assegnazione del titolo presbiterale di San Tommaso in Parione.
Il 26 febbraio 1893 il novello porporato tornò a Messina dal mare col traghetto "Toscana", e fu accolto con festeggiamenti trionfali, organizzati dall'instancabile vicario generale mons. Basile.
Il 17 marzo 1897, ricorrendo il XXV anniversario dell'ordinazione episcopale del cardinal Giuseppe Guarino, a Messina furono organizzati solenni festeggiamenti in onore del porporato, nonostante le resistenze di quest'ultimo e la sua malferma salute, minata dal doppio ictus cerebrale, che lo aveva colpito nel 1895. In occasione del giubileo episcopale il cardinal Guarino ricevette messaggi augurali dall'intero episcopato siculo, da molti cardinali e dallo stesso pontefice Leone XIII. I festeggiamenti si conclusero il 29 giugno 1897, festa dei santi Pietro e Paolo, con il solenne Pontificale presieduto dal cardinal Michelangelo Celesia. Per l'occasione venne coniata una medaglia celebrativa raffigurante il busto del cardinale.

### La malattia e la morte
Il 1º febbraio 1895 il cardinale Giuseppe Guarino fu colpito da un doppio colpo apoplettico che lo paralizzò nella parte destra del corpo. Lentamente riuscì a recuperare l'esercizio della parola e ad occuparsi del governo pastorale della diocesi, assistito dal vicario generale mons. Giuseppe Basile. Nel luglio del 1897 fu colpito da una seria polmonite, dalla quale riuscì a riprendersi grazie alla forte tempra. L'11 settembre 1897 la polmonite si riacutizzò e gli venne amministrata l'estrema unzione dai canonici Trischitta e D'Arrigo (che da lì a poco sarebbe divenuto suo successore). Le sue condizioni si aggravarono ulteriormente la sera del 21 settembre 1897 quando, dopo aver seguito l'ufficio sacro, morì a Messina.
La sua salma fu trasportata in arcivescovado, ove fu allestita la camera ardente, e vestita con le insegne pontificali. Il 24 settembre 1897 nella Cattedrale di Messina furono celebrate solennemente le esequie, presiedute dal vescovo Guglielmo Stagno d'Alcontres, già suo ausiliare. L'elogio funebre fu tenuto dal canonico Annibale Maria Di Francia, oggi santo.
Nel 1907 i messinesi fecero traslare la sua salma, trovata incorrotta e ancora flessibile,  in Cattedrale e fecero erigere un monumento in suo onore dallo scultore Gregorio Zappalà. Nel 1983 dal Duomo di Messina il suo corpo fu traslato presso la cappella dell'Istituto Leone XIII di Messina, casa generalizia delle Apostole della Sacra Famiglia. Nel 1985 fu aperto il processo informativo diocesano di canonizzazione.

## Pastorale e Magistero

### A Siracusa
Sin dal suo ingresso nell'arcidiocesi di Siracusa, mons. Guarino volle consacrare la propria azione pastorale alla Vergine Maria Immacolata. Al suo arrivo in Siracusa, egli trovò una situazione assai compromessa oltre che ostile alle gerarchie ecclesiastiche, essendo vivo nei siracusani il ricordo del suo predecessore mons. Rubino, particolarmente vicino a quel Regno delle due Sicilie che aveva tanto penalizzato la città, trasferendo infine il titolo di capoluogo a Noto. La vita pubblica era, inoltre, intrisa dell'opera della massoneria. La Chiesa siracusana accusava uno sconfortante declino: i sacri templi erano deserti, il clero ostacolato nell'esercizio del culto divino e incapace di reagire, il seminario completamente deserto. Ad aggravare la situazione era una certa rilassatezza dei consumi, largamente diffusa tra il popolo e persino nel clero. Mons. Guarino si preoccupò anzitutto di stabilire un contatto diretto con il "gregge" affidato alle sue cure, facendosi conoscere e conoscendo personalmente i siracusani. Non era raro vederlo passeggiare per le strade della città, seguito da alcuni sacerdoti. Il popolo e il clero siracusano sentirono immediatamente il carisma del nuovo pastore, conquistati dall'animo gentile, dal tono familiare ed affettuoso con i quali mons. Guarino avvicinava quanti lo cercassero o incontrassero.
Al fine di conoscere i mali che affliggevano l'arcidiocesi e di apporre i giusti rimedi, il 2 settembre 1872 indisse la visita pastorale, preceduta da opportune predicazioni e dalla consacrazione dell'arcidiocesi al Sacro Cuore di Gesù. Nonostante le difficoltà derivanti dalle ostilità tra la Santa Sede e il Governo italiano e dalla lunga vacanza della cattedra di Siracusa, il 16 dicembre 1872 provvide alla nomina di otto canonici onorari (in attesa di poter loro conferire le prebende) e, d'intesa col nuovo vicario generale mons. Antonio Caraccio, alla nomina dei titolari delle parrocchie e delle collegiate vacanti, ristabilendo ordine in tutta l'arcidiocesi.
Durante il suo episcopato, indirizzò diverse lettere pastorali ai suoi fedeli: nella quaresima 1873 invitò tutti ad una maggiore frequenza nei sacramenti, in special modo alla confessione e all'eucaristia; nella quaresima 1874 invitò al digiuno e alla carità verso i più bisognosi; nella quaresima 1875, anno santo giubilare indetto dal papa Pio IX, invocò il rinnovamento spirituale, richiamando l'attenzione del clero sulla catechesi e sull'amministrazione dei sacramenti. Difese strenuamente i beni della mensa vescovile dall'aggressione del demanio: intentò una causa contro il Governo italiano per la confisca dell'episcopio di Siracusa per via della mancanza del regio exequatur alla sua Bolla di nomina.
Il 16 luglio 1875 fu costretto a lasciare l'episcopio di Siracusa, ma non si allontanò da quel luogo, trasferendosi in un piccolo appartamento del vecchio seminario, volendo così affermare e rafforzare la sua autorità di arcivescovo. Non gli mancarono in tale umiliante vicissitudine, il conforto e la solidarietà dell'intera cittadinanza, dimostrandogli di aver vinto la battaglia più importante, quella contro l'anticlericalismo diffuso e la diffidenza che lo accolsero al suo arrivo in Siracusa: aveva conquistato i cuori dei siracusani.

### A Messina
Negli ultimi anni della sua vita il cardinale Guarino assistette a una delle più gravi calamità che colpirono Messina, il terremoto del 16 novembre 1894. Anche in questa occasione non lesinò l'impegno, sia sotto il profilo pastorale, sia collaborando attivamente ai soccorsi con le autorità pubbliche.

## Genealogia episcopale e successione apostolica
La genealogia episcopale è:
- Cardinale Scipione Rebiba
- Cardinale Giulio Antonio Santori
- Cardinale Girolamo Bernerio, O.P.
- Arcivescovo Galeazzo Sanvitale
- Cardinale Ludovico Ludovisi
- Cardinale Luigi Caetani
- Cardinale Ulderico Carpegna
- Cardinale Paluzzo Paluzzi Altieri degli Albertoni
- Papa Benedetto XIII
- Papa Benedetto XIV
- Papa Clemente XIII
- Cardinale Marcantonio Colonna
- Cardinale Giacinto Sigismondo Gerdil, B.
- Cardinale Giulio Maria della Somaglia
- Cardinale Luigi Lambruschini
- Cardinale Girolamo d'Andrea
- Cardinale Michelangelo Celesia, O.S.B.
- Cardinale Giuseppe Guarino

La successione apostolica è:
- Vescovo Giovanni Battista Bongiorno (1875)
- Vescovo Giovanni Pietro Natoli (1890)